# Sammy Guevara
 (juillet 2021).
Pour les articles homonymes, voir Guevara.
Sammy Guevara (né le 28 juillet 1993 à Houston (Texas)) est un catcheur (lutteur professionnel) américo-cubain. Il travaille actuellement à la All Elite Wrestling et la Lucha Libre AAA Worldwide, sous le même nom. Il est l'actuel champion du monde par équipes de la ROH avec Dustin Rhodes. 
Après être passé par de petites fédérations américaines et mexicaines, il signe à la  Lucha Libre AAA Worldwide et y devient champion du monde poids lourd légers de la AAA, il signe un contrat avec la All Elite Wrestling en 2019 et fait sa première apparition au PPV Double or Nothing le 25 mai 2019.

## Carrière

### Circuit Indépendant (2010-2018)
Sammy Guevara s'entraîne à l'école de catch de la Reality of Wrestling, une petite fédération de catch de Houston dirigé par Booker T. Il fait ses premiers combat au Texas dans des petites fédérations.
Il remporte son premier championnat de catch le 25 mai 2014 où il devient champion poids lourd junior de l'Inspire Pro Wrestling en remportant un match de l'échelle face à Ricky Starks et Barrett Brown,. Le 14 juin, il est en Pennsylvanie à l'International Wrestling Cartel pour participer au tournoi Super Indy XIII. Il se hisse en finale en éliminant Petey Williams puis Ethan Page mais ne parvient pas à battre RJ City dans un match à trois comprenant aussi Facade.
Le 7 avril 2015, il lutte à la WWE dans un combat non télévisé avant Main Event. Ce jour-là, il fait équipe avec Tony Guevara et perdent leur match face à Los Matadores.

### Major League Wrestling (2017–2018)
Le 7 décembre 2017, lors de l'évènement MLW Never Say Never, il fait son premier match à la MLW en battant Jason Cade. 
Le 11 janvier 2018, lors de MLW Zero Hour, il perd face à Darby Allin.  
Le 4 octobre, lors de MLW Fury Road, il perd face à El Hijo de LA Park. Le 8 novembre à MLW Fightland, il perd face à Rush.

### Lucha Libre AAA Worldwide (2018–2019)
Le 3 juin 2018 à AAA Verano De Escandalo, il perd un Fatal 6-Way Match face à Aero Star, qui inclut également Australian Suicide, Darby Allin, Drago et Golden Magic, ne devenant pas aspirant n°1 au titre Mega de la AAA.
Le 25 août à AAA TripleMania XXVI, il devient le nouveau champion du monde poids-moyens de la AAA en battant Australian Suicide, ACH et Shane Strickland dans un Fatal 4-Way Match. Le 8 septembre à AAA Hard Rock Hotel, Golden Magic, Laredo Kid et lui battent Nuevo Poder del Norte (Carta Brava Jr., Mocho Cota Jr. et Tito Santana) dans un 6-Man Tag Team Match.
Le 16 février 2019, lors d'un show télévisé, il perd face à Laredo Kid, ne conservant pas son titre. Le 16 mars à AAA Rey De Reyes, il ne remporte pas le tournoi Rey de Reyes, battu par Aero Star dans un 9-Man Elimination Match , qui inclut également Australian Suicide, El Hijo Del Vikingo, Golden Magic, Jack Evans, Laredo Kid, Myzteziz Jr. et Taurus.
Le 16 juin à AAA Verano De Escandalo 2019, Australian Suicide et lui battent Las Fresas Salvajes (Mamba & Maximo). 
Le 3 aoûtà AAA TripleMania XXVII, Scarlett Bordeaux et lui ne remportent pas les titres mondiaux mixtes par équipe de la AAA, battus par Villano III Jr. et Lady Maravilla dans un Fatal 4-Way Mixed Tag Team Match, qui inclut également Niño Hamburguesa, Big Mami, Australian Suicide et Vanilla.

### All Elite Wrestling(2019-...)
Le 7 février 2019, il a été annoncé comme un membre de la liste de All Elite Wrestling. Le 25 mai 2019 lors du pré-show du PPV inaugural : Double or Nothing, il perd face à Kip Sabian. 
Le 13 juillet à Fight for the Fallen, MJF, Shawn Spears et lui battent Darby Allin, Jimmy Havoc et Joey Janela dans un 6-Man Tag Team Match.

#### The Inner Circle, double champion TNT de la AEW (2019-2022)
Le 2 octobre 2019 lors du premier show inaugural de la AEW : Dynamite, il perd face à Cody et rejoint officiellement le clan de Chris Jericho : l'Inner Circle.
Le 29 février 2020 à Revolution, il perd face à Darby Allin.
Le 23 mai à Double or Nothing, l'Inner Circle perd face à The Elite et Matt Hardy dans un Stadium Stampede Match.
Le 5 septembre à All Out, il perd face à Matt Hardy dans un Broken Rules match.
Le 7 novembre à Full Gear, il reperd face au même adversaire dans un Elite Deletion match.
Le 10 février 2021 à Dynamite, il effectue un Face Turn en attaquant MJF dans les vestiaires, après avoir découvert que ce dernier ait tenté d'enregistrer ses propos pour les retourner contre lui-même. Plus tard dans la soirée, Chris Jericho et MJF battent The Acclaimed. Après le combat, il prévient son leader de ce qu'il avait prévenu, en cas de problème avec son partenaire, et prend la décision de quitter le clan. Un mois plus tard à Dynamite, il fait son retour et montre à son leader une vidéo, où MJF a tenté de corrompre les membres du clan pour se débarrasser du Canadien. Chris Jericho, Jake Hager, Ortiz et Santana effectuent aussi un Face Turn en se retournant contre MJF, qui est renvoyé, mais celui-ci présente son nouveau clan : The Pinnacle (FTR, Shawn Spears, Tully Blanchard, Wardlow et lui-même), ce qui déclenche une bagarre entre les 10 hommes, où ses camarades et lui se font tabasser.
Le 30 mai à Double or Nothing, le clan prend sa revanche en battant le clan rival dans un Stadium Stampede Match.
Le 29 septembre à Dynamite, il devient le nouveau champion TNT de la AEW en battant Miro, remportant le titre pour la première fois de sa carrière. 
Le 25 décembre à Rampage: Holiday Bash, il ne conserve pas son titre, battu par Cody Rhodes, ce qui met fin à un règne de 84 jours.
Le 26 janvier 2022 à Dynamite: Beach Break, il redevient définitivement champion TNT de la AEW, pour la seconde fois, en prenant sa revanche sur Cody Rhodes dans un Ladder Match. Le 9 février à Dynamite, il quitte définitivement le clan, ne supportant plus les tensions qui règnent entre Ortiz, Santana et le leader.

#### Retour en solo, triple champion TNT de la AEW et Jericho Appreciation Society (2022-2023)
Le 6 mars à Revolution, Darby Allin, Sting et lui battent Matt Hardy, Andrade El Idolo et Isiah Kassidy dans un 6-Man Tornado Tag Team Match. Le 9 mars à Dynamite, il ne conserve pas son titre, battu par Scorpio Sky, ce qui met fin à un règne de 18 jours. 
Le 16 avril à Battle of the Belts, accompagné de sa compagne actuelle avec qui il forme une alliance, il effectue un Tweener Turn et redevient champion TNT de la AEW, pour la troisième fois, en prenant sa revanche sur son même adversaire de manière controversée. Le 27 avril à Dynamite, il ne conserve pas son titre, rebattu par Scorpio Sky dans un Ladder Match, ce qui met fin à un règne de 11 jours. Le 29 mai à Double or Nothing, Frankie Kazarian, Tay Conti et lui perdent face à Paige VanZant, Ethan Page et Scorpio Sky dans un 6-Person Tag Team Match. Le 15 juin à Dynamite, sa compagne et lui effectuent un Heel Turn en rejoignant la Jericho Appreciation Society de Chris Jericho. Le 26 juin à AEW × NJPW: Forbidden Door, Minoru Suzuki, Chris Jericho et lui battent Shota Umino, Eddie Kingston et Wheeler Yuta dans un 6-Man Tag Team Match.
Le 19 novembre à Full Gear, il ne remporte pas le titre mondial de la ROH, battu par le Canadien dans un Fatal 4-Way match, qui inclut également Bryan Danielson et Claudio Castagnoli.
Le 28 mai 2023 à Double or Nothing, il ne remporte pas le titre mondial de la AEW, battu par MJF dans un Fatal 4-Way match, qui inclut également Darby Allin et "Jungle Boy" Jack Perry.
Le 9 août à Dynamite, la JAS se dissout. En effet, tous les ex-membres du clan reprochent à leur leader son égoïsme, son manque de solidarité à leur égard et ne rien leur donner en retour avant de lui tourner le dos. La semaine suivante à Dynamite, il effectue un Face Turn en venant en aide à son mentor, attaqué par Konosuke Takeshita et Will Ospreay.

#### Alliance, rivalité avec The Don Callis Family et champion du monde par équipes de la ROH avec Dustin Rhodes (2023-...)
Le 20 septembre à Dynamite Grand Slam, il perd face au Canadien. Après le combat, les deux hommes se font un câlin, mais il effectue un Heel Turn en portant un Low-Blow à son adversaire et rejoint officiellement la Don Callis Family.
Le 1er octobre à WrestleDream, Konosuke Takeshita, Will Ospreay et lui battent Kenny Omega, Kōta Ibushi et son ancien mentor dans un Trios match. Le 18 octobre, il souffre d'une commotion cérébrale depuis le PPV et doit s'absenter pendant 2 mois et demi. Le 27 décembre à Dynamite: New Year's Smash, il effectue son retour de blessure en tant que Face, annonce à Don Callis ne plus vouloir s'allier avec lui, le pousse après que ce dernier lui ait montré une peinture, mais se fait attaquer par les quatre hommes du clan. Il reçoit le renfort de Chris Jericho et se réconcilie avec son mentor, avant que Big Bill et Ricky Starks ne les attaquent à leur tour, jusqu'aux arrivées de Darby Allin et Sting. Trois soirs plus tard à Worlds End, Darby Allin, Sting, Chris Jericho et lui battent Konosuke Takshita, Powerhouse Hobbs, Bil Bill et Ricky Stars dans un 8-Man Tag Team match.

## Palmarès et accomplissements
- All Elite Wrestling
  - 3 fois Champion TNT de la AEW

- Adrenaline Pro Wrestling
  - 1 fois APW Gladiator Championship (actuel)[48]

- Inspire Pro Wrestling
  - 2 fois Inspire Pro Junior Crown Championship[49]
  - 1 fois Inspire Pro Pure Prestige Championship[49]

- Lucha Libre AAA Worldwide
  - 1 fois Champion du monde poids-lourds de la AAA[49]
  - 1 fois Champion du monde mixte par équipe de la AAA (actuel) - avec Tay Conti

- Other championships
  - 1 fois Bull of the Woods Championship[49]

- Pro Wrestling Federation
  - 1 fois PWF Ultimate Championship[50]

- WrestleCircus
  - 1 fois WC Ringmaster Championship[49]
  - 1 fois WC Sideshow Championship[49]

- Wrestling Association of Reynosa City
  - 1 fois WAR City Heavyweight Championship (actuel)[49]

- Xtreme Wrestling Alliance
  - 1 fois XWA Heavyweight Championship[51]

## Récompenses des magazines
- Pro Wrestling Illustrated

| Année | 2016 | 2017 | 2018 | 2019 | 2020 | 2021 | 2022 | 2023 |
| ----- | ---- | ---- | ---- | ---- | ---- | ---- | ---- | ---- |
| Rang  | 422  | 375  | 463  | 381  | 61   | 66   | 28   | 51   |

- Wrestling Observer Newsletter

| # | Résultat | Adversaire  | Évènement       | Date            | Durée | Lieu                             | Notes                                                                                   |
| - | -------- | ----------- | --------------- | --------------- | ----- | -------------------------------- | --------------------------------------------------------------------------------------- |
| 1 | Victoire | Cody Rhodes | AEW Beach Break | 26 janvier 2022 | 22:59 | Wolstein Center, Cleveland, Ohio | Il s'agissait d'un Ladder Match où le Championnat TNT de la AEW de Rhodes était en jeu. |

## Vie privée
Il a été en couple pendant 8 ans avec Pamela Nizio, une infirmière. Le 18 août 2021 lors d'un show Dynamite de l'AEW à Houston, il l'a demandée en mariage, et cette dernière a accepté. Le 18 décembre, il annonce la fin de sa relation amoureuse avec la jeune femme.
Depuis le 1er janvier 2022, il est en couple avec la catcheuse de l'AEW, Tay Melo. Le 8 août, ils se marient. Le 28 mai 2023 à Double or Nothing, ils annoncent officiellement attendre leur premier enfant. Le 29 novembre, ils sont officiellement parents d'une petite fille : Luna Melo Guevara.